# Caminos del corazón
Caminos del corazón (en portugués: Caminhos do Coração) es una telenovela brasileña producida por la Rede Record de Televisión, que fue transmitida a las 22h. Anteriormente, en ese mismo horario, se presentaba la telenovela Vidas opuestas, con un gran éxito en Brasil. Esta telenovela es dirigida por el famoso Director brasileño Alexandre Avancini. El escritor de esta telenovela es Tiago Santiago, quien ha escrito otras telenovelas como Prueba de amor y La esclava Isaura. 
Caminos del Corazón tiene como historia principal , los niños y adolescentes con poderes sobrenaturales, tales como leer el pensamiento, volar, telekinesis, alta velocidad, súper visión o que simplemente poseen genes de animales, tales como los de lobos. La Red de Televisión hizo una inversión de más de 2 millones de dólares en efectos especiales.
Son directores asistentes Vicente Barcellos, Edgard Miranda, Vivianne Jundi, Daniel Ghivelder, Guto Arruda Botelho, Guilherme Camurati y Giuliano Nandi.

## Elenco

### Personajes centrales

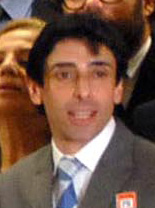
Cássio Scapin vivió el abogado César.

- Bianca Rinaldi - María Beatriz dos Santos Luz
- Leonardo Vieira - Marcelo Montenegro
- Nanda Ziegler - Bianca Fisher
- Ítala Nandi - Júlia Zaccarias
- Cássio Scapin - César Rubicão
- Gabriel Braga Nunes - Taveira
- Fafá de Belém - Ana Luz
- Perfeito Fortuna - Pepe Luz
- Patrícya Travassos - Irma Mayer
- André D'Biase - Aristóteles Mayer
- Cláudio Heinrich - Danilo Mayer
- Ângelo Paes Leme - Rodrigo Mayer
- Paulo Nigro - Antônio Mayer (Tony)
- Rafaela Mandelli - Regina Mayer
- Giselle Policarpo - Cléo Mayer
- Fernanda Nobre - Lúcia
- Natasha Haydt - Paola
- Helena Xavier - Simone
- Sebastião Vasconcelos - Mauro Mendes
- Angelina Muniz - Cassandra Mendes Martinelli
- Liliana Castro - Janete Mendes Martinelli
- Jean Fercondini - Lucas Mendes Martinelli
- Mônica Carvalho - Amália Fortunato
- Thaís Fersoza - Célia
- Taumaturgo Ferreira - Batista
- Preta Gil - Helga
- Tuca Andrada - Eric
- Alexandre Barillari - Ramon
- Ana Rosa - Dalva Montenegro
- Felipe Folgosi - Roberto Montenegro (Beto)
- Fernando Pavão - Noé
- Gabriela Moreyra - Graziela
- Théo Becker - Fernando
- Lana Rodes - Esmeralda
- Anna Markun - Juanita
- Toni Garrido - Gustavo Gama (Gúdi/Gudigrude)
- Déo Garcez - Benedito Gama (Bené)
- Marina Miranda - Marisa Gama
- Eduardo Lago - Guilherme (Guiga)
- Andréa Avancini - Érica
- Ana Carbatti - Beatriz
- Ana Paula Moraes - Marli
- André Segatti - Ernesto
- Guilherme Trajano - Dino
- Ronnie Marruda - Micael Pedreira
- José Dumont - Teófilo Magalhães
- María Ceiça - Rosana Magalhães
- André Mattos - Pachola
- Regina María Dourado - Altina
- Jorge Pontual - Felipe Matoso
- Patrícia de Jesus - Perpétua
- Walmor Chagas como Sócrates Mayer

### Los niños
- Pedro Malta - Sérgio
- Letícia Medina - Tatiana Montenegro
- Juliana Xavier - Ágata Magalhães
- Sérgio Malheiros - Aquiles Magalhães
- Júlia Maggessi - Ângela
- Shaila Arsene - Clara
- Cássio Ramos - Valfredo (Vavá)

### Participaciones especiales

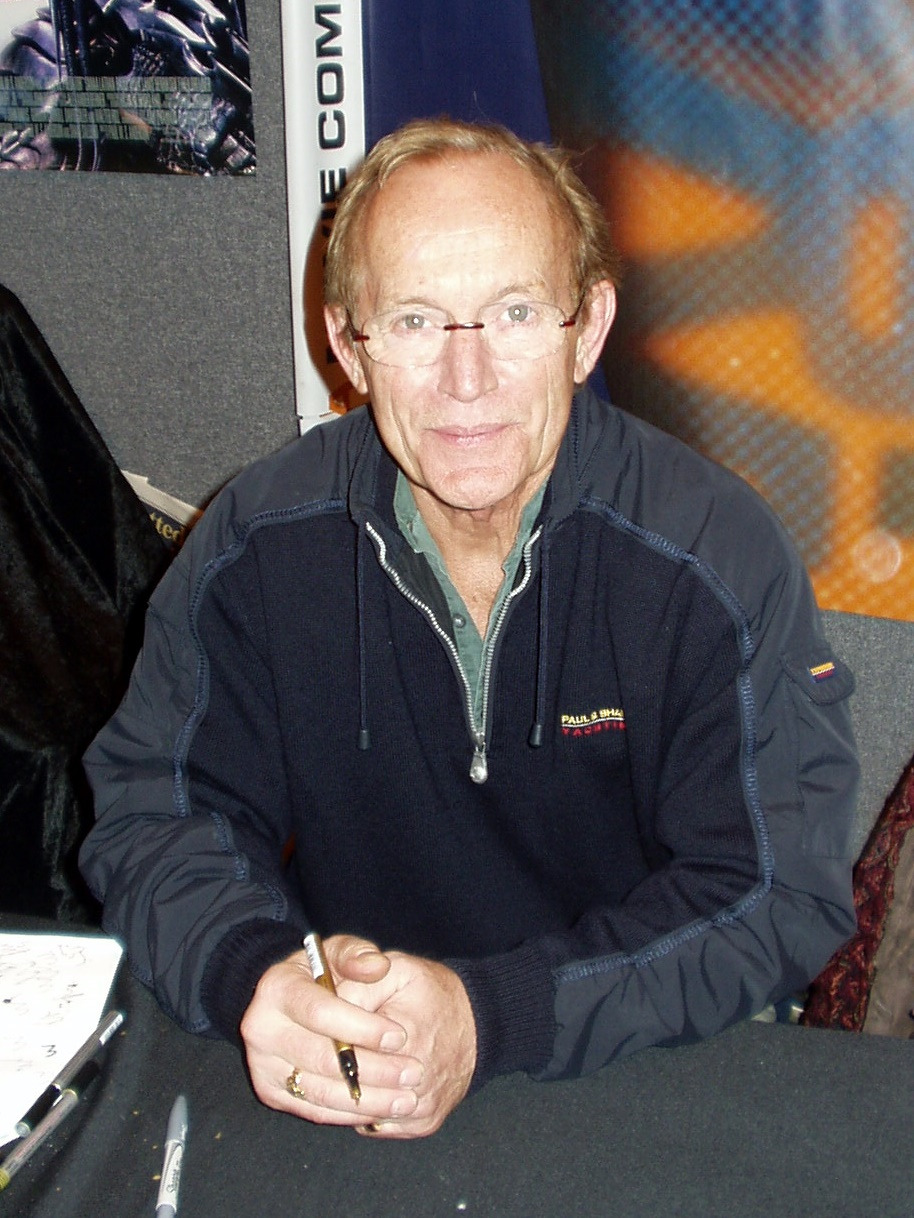
Lance Henriksen vivió el científicos Christopher Walker.

- Lance Henriksen - Christopher Walker
- Sabrina Greve - Mabel Montenegro
- Karina Bacchi - Glória
- María Cláudia - Ruth
- Ricardo Petraglia - Platão Mayer
- Paulo Gorgulho - Josias Martinelli
- Rocco Pitanga - Armando Carvalho
- Raymundo de Souza - Juan Figueroa / Pablo Figueroa
- Daniel Aguiar - Vlado
- Amandha Lee - Felina
- Julianne Trevisol - Gór
- Maurício Ribeiro - Cristiano (adulto)
- Sacha Bali - Metamorfo
- Lígia Fagundes - Leonor
- María Sílvia - Magda
- Kako Nolasko - Falcone
- Cíntia Moneratt - Edite
- Márcio Rosário - taxista de Miami
- Rô Santana - Ruthinéia (Machadona)
- María Cristina Gatti - Coroa
- Luiz Nicolau - Pé-de-Cabra

## Curiosidades
- El Ministerio de la Justicia clasificó Caminos del Corazón como programa no recomendado para menores de 12 años, pero en su segunda fase , la calificación se redujo a 10 años.

- En el día 6 de febrero de 2008 Caminos del Corazón entró para la historia.Fue la primera telenovela a liderar en media general del IBOPE.En este día la telenovela registró 22 puntos de media contra 20 de la Rede Globo que exhibía un juego de fútbol.

- Gabriel Braga Nunes vive su segundo vampiro. El primero fue en la telenovela O Beijo do vampiro(en español: El beso del vampiro).

- En el último capítulo de la telenovela fue anticipado para coincidir con el estreno de la telenovela de la Rede Globo: A favorita, que tuve el peor estreno de la emisora.

## Canciones
- Sabe Você - Cidade Negra (tema de abertura)-Sabe usted
- Robocop Gay - Mamonas Assassinas (tema de Danilo)
- Sexo - Oswaldo Montenegro (tema de Helga)
- Baby- Tim Maia (tema de Glória e Lucas)
- María María - Roupa Nova (tema de María)
- Caçador de Mim - 14-Bis (tema Geral)-Cazador de mí
- Sonho de Ícaro - Guilherme Arantes (tema de Ângela)Sueño de Ícaro
- Raça - Fafá de Belém (tema do Circo)-Raza